# Apocryptodon
Apocryptodon és un gènere de peixos de la família dels gòbids i de l'ordre dels perciformes.

## Taxonomia
- Apocryptodon madurensis (Bleeker, 1849)[2]
- Apocryptodon punctatus (Tomiyama, 1934)[3][4][5][6][7][8][9]